# Petr Baštař
Petr Baštař (* 28. srpna 1974, Brno) je bývalý český fotbalista, obránce.

## Fotbalová kariéra
V české lize hrál za FC Boby Brno, nastoupil celkově v 87 utkáních. Dále hrál ve druhé lize za Tatran Poštorná a Vysočinu Jihlava. V létě 2005 přestoupil k účastníkovi regionální rakouské soutěže z Enzersfeldu. V létě 2007 se stal hráčem ambiciózního Palavanu Bavory, se kterým ihned na jaře 2008 postoupil z 1. A třídy Jihomoravského kraje do Krajského přeboru jižní Moravy. V létě 2010 se vrátil do 1. A třídy, když oblékl dres Sokolu Bořetice. S tímtéž klubem se mu podařilo na jaře 2011 vyhrát Jihomoravský pohár, čímž se Sokol Bořetice kvalifikoval do celostátní soutěže pro ročník 2011/12. V něm v 1. kole dokázal překvapivě vyřadit divizní Tatran Bohunice (2:2 po 90 minutách, 4:3 na penalty), aby ve 2. kole nestačil na Hanáckou Slavii Kroměříž, které podlehl doma čestně 1:4. Mezi jeho bořetické spoluhráče patřil i Lambert Šmíd (2010/11) či Pavel Šustr (2011/12), bývalí ligoví hráči.

## Ligová bilance
| Ročník                          | Zápasy | Góly | Klub                  |
| ------------------------------- | ------ | ---- | --------------------- |
| 1. česká fotbalová liga 1995/96 | 5      | 0    | FC Boby Brno          |
| 1. česká fotbalová liga 1996/97 | 2      | 0    | FC Boby Brno          |
| 1. Gambrinus liga 1997/98       | 3      | 0    | FC Boby Brno          |
| 1. Gambrinus liga 1998/99       | 15     | 0    | FC Boby Brno          |
| 1. Gambrinus liga 1999/00       | 22     | 0    | FC Stavo Artikel Brno |
| 1. Gambrinus liga 2000/01       | 24     | 0    | FC Stavo Artikel Brno |
| 1. Gambrinus liga 2001/02       | 16     | 0    | FC Stavo Artikel Brno |
| CELKEM                          | 87     | 0    |                       |